# Малые Коростовцы
Малые Коростовцы (укр. Малі Коростівці; до 2016 года — Чапаевка, укр. Чапаєвка) — село (до 2012 посёлок), входит в Жмеринский район Винницкой области Украины.
Население по переписи 2001 года составляло 151 человек. Почтовый индекс — 23150. Телефонный код — 04332. Занимает площадь 0,3 км². Код КОАТУУ — 521083009.

## Местный совет
23150, Винницкая обл., Жмеринский р-н, с. Коростовцы